# Pete Seeger

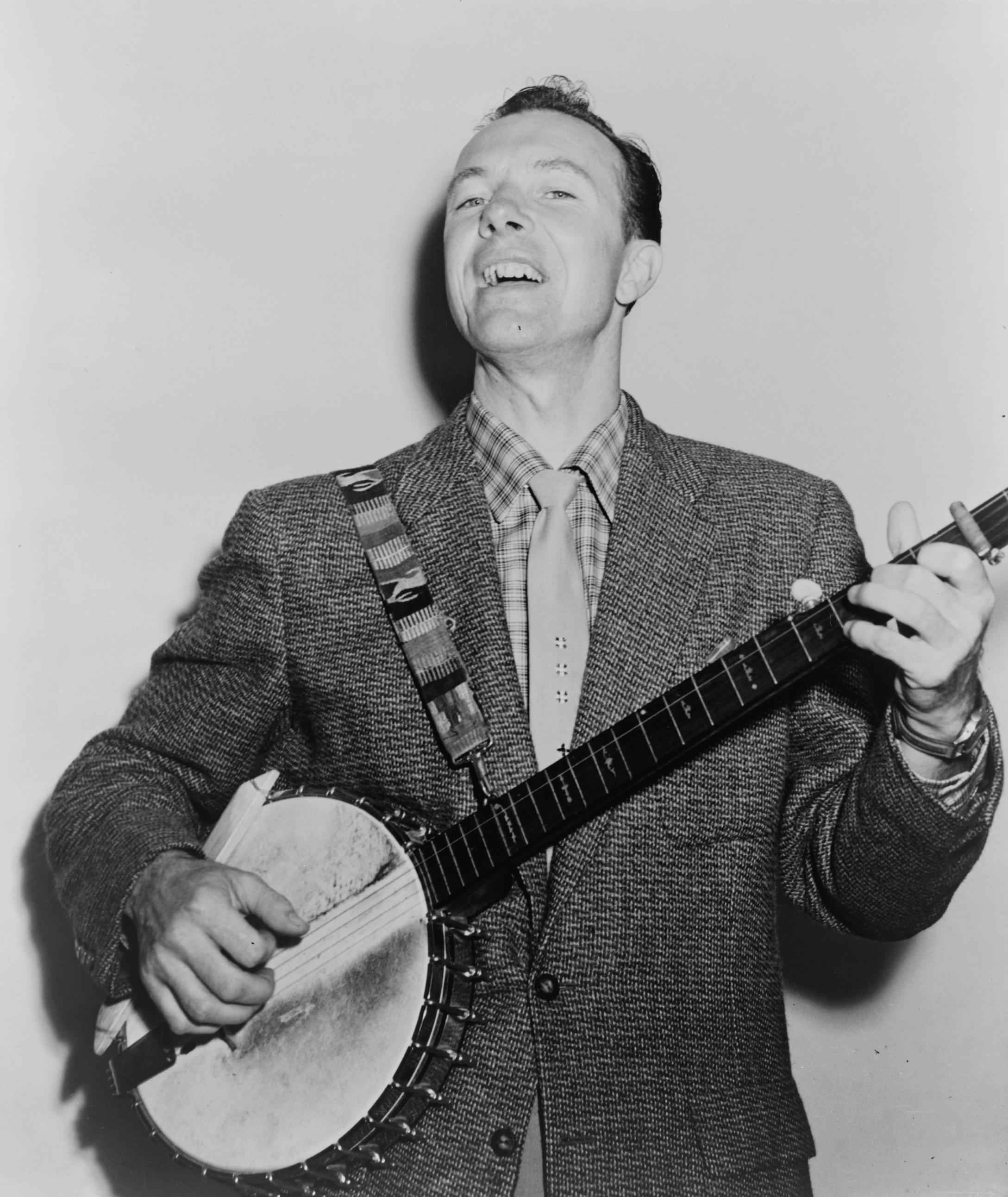
Pete Seeger, 1955

Pete Seeger (* 3. Mai 1919 in New York City, New York; † 27. Januar 2014 ebenda; bürgerlich Peter Seeger) war ein US-amerikanischer Folk-Musiker, Singer-Songwriter sowie politischer Aktivist und Umweltschützer, der mit seinen Liedern die Friedensbewegung, die gewerkschaftlich organisierte Arbeiterbewegung, die Bürgerrechtsbewegung und weitere soziale Bewegungen zunächst in den USA selbst, mit zunehmender Bekanntheit auch international inspirierte.
Obwohl als Anhänger und Vertreter sozialistischer Positionen vor allem im eigenen Land während des Kalten Krieges politisch umstritten, zählt Seeger zu den kulturellen Größen der Vereinigten Staaten. Weltbekannt wurde er insbesondere durch seine heute als Traditionals geltenden Songs Where Have All the Flowers Gone, We Shall Overcome, If I Had a Hammer und Turn! Turn! Turn!
Wie sein 1967 verstorbener Freund und musikalischer Gefährte Woody Guthrie, dessen Lieder – vor allem This Land Is Your Land – Seeger in wechselnden Formationen bis kurz vor seinem eigenen Tod spielte, beeinflusste er zahlreiche Künstler der nachfolgenden Generationen von Folk- und Rockmusikern, Liedermachern und Protestsängern, die seine Songs aufgriffen, coverten oder neu interpretierten, darunter Bob Dylan, Joan Baez und Bruce Springsteen.

## Leben und Werk

### Frühe Jahre

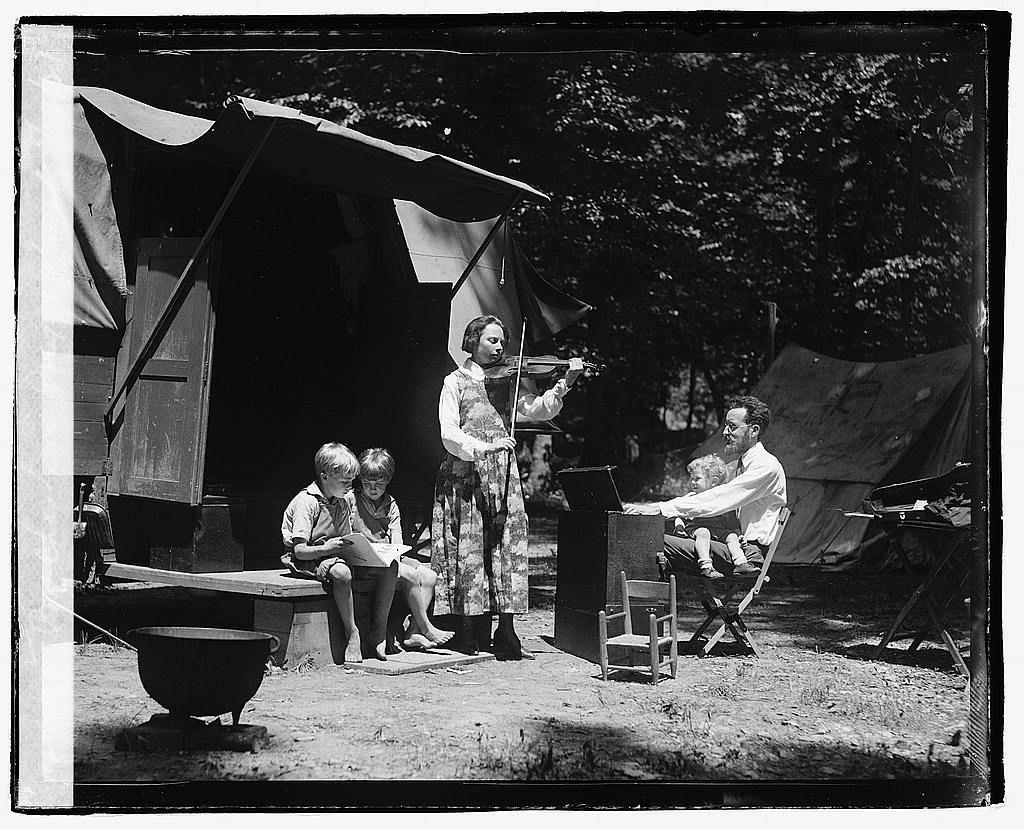
Die Herkunftsfamilie Pete Seegers im Mai 1921 beim Musizieren; der zweijährige Pete auf dem Schoß seines Vaters am Harmonium

Pete Seeger war der Sohn des pazifistischen, politisch engagierten Musikwissenschaftlers und Komponisten Charles Seeger und der Konzertgeigerin und Geigenlehrerin Constance de Clyver Edson (1886–1975). Er widmete sich nach einem abgebrochenen Soziologiestudium an der Harvard-Universität, wo er Mitglied der Young Communist League geworden war, der Sammlung und Katalogisierung von traditionellen Spirituals, Gospels, Südstaaten-Blues, Hillbilly-Musik, Bluegrass- und Country-Songs – eine bezahlte Tätigkeit in der Library of Congress, die ihm Alan Lomax vermittelt hatte. Beim Hören zahlreicher alter Schallplatten erwarb er außergewöhnliche Kenntnisse über die Wurzeln der Folkmusik. Zudem spielte er mit dem fünfsaitigen Banjo diese und eigene Lieder, in denen er sich mit der Arbeiterbewegung, mit Minderheiten und der Dritten Welt solidarisierte.

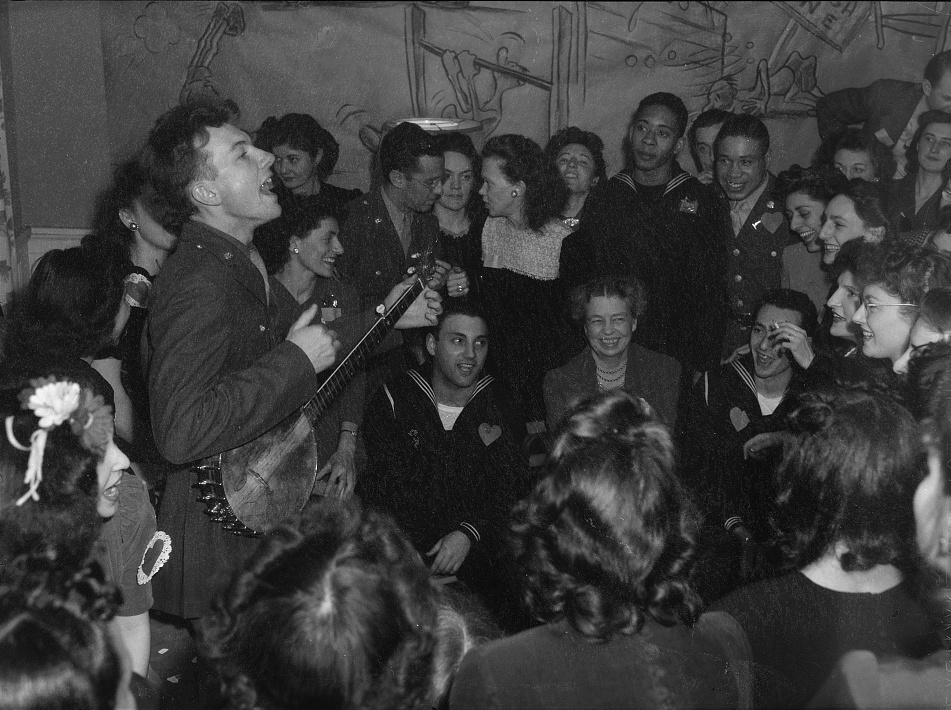
Pete Seeger (linkes Bildzentrum) bei einem Auftritt im Rahmen eines Wohltätigkeitskonzerts des amerikanischen Gewerkschaftsverbands CIO 1944 in Washington, D.C.; Eleanor Roosevelt (Bildmitte), die Ehefrau des US-Präsidenten, war dabei Ehrengast

1940 lernte er den knapp sieben Jahre älteren Woody Guthrie kennen, mit dem er sich anfreundete und einige Monate als Hobo (Wanderarbeiter) in Güterwagen und per Anhalter durch die USA fuhr. Gemeinsam sangen sie am Folk orientierte Gewerkschaftslieder, u. a. den nach alter Musik hauptsächlich von Guthrie geschriebenen bekannten Song Union Maid mit einem Refrain, in dem jeweils I’m sticking to the union wiederholt wird. Guthrie sagte den Liedtext jeweils zum Mitsingen an, was Seeger übernahm und seitdem erfolgreich praktizierte. 1941 gründete er zusammen mit Woody Guthrie, Lee Hays und Millard Lampell die politische Folkgruppe The Almanac Singers, die zusätzlich zu ihren Gewerkschaftsliedern wie Talking Union, an dessen Entstehung Seeger beteiligt war, zunächst ein Album mit Antikriegsliedern Songs für John Doe herausbrachte. Nach dem Angriff des nationalsozialistischen Deutschlands auf die Sowjetunion 1941 unterstützten die Almanac Singers, zu denen zeitweise weitere Musiker wie Sonny Terry und Brownie McGhee stießen, mit den Songs der Platte Dear Mr. President die Intervention der USA im Zweiten Weltkrieg. Bei den Almanac Singers, die sich als eine Art „singende“ politische «Zeitung» verstanden, trat Seeger unter dem Pseudonym Pete Bowers auf.
Im selben Jahr rief Seeger zusammen mit Woody Guthrie und anderen in New York mit Peoples Song die erste Folk-Musiker-Gewerkschaft ins Leben, die sich von wissenschaftlichen Folk-Musik-Organisationen abgrenzte. In den 1940er Jahren spielte er darüber hinaus in Clubs und war als Plattenaufleger im Radio zu hören.
Häufig sang er den 1936 entstandenen Song Joe Hill („I dreamed I saw Joe Hill last night …“), dessen Melodie Earl Robinson für ein Gedicht von Alfred Hayes über den legendären Wanderarbeiter, Gewerkschafter und Folk-Singer-Songwriter Joe Hill komponiert hatte, der 1915 aufgrund einer unbewiesenen Mordanklage hingerichtet worden war. 1946/47 hatte Woody Guthrie Ballads of Sacco & Vanzetti zur Erinnerung an die 1927 hingerichteten anarchistischen Arbeiter Sacco und Vanzetti aufgenommen. Das Album erschien erst 1960 und enthielt auch Seegers Lied Sacco’s Letter To Son aus dem Jahr 1951. Seeger hatte den Abschiedsbrief von Nicola Sacco an seinen Sohn Dante vertont.
Am Pazifikkrieg nahm Seeger als Flugzeugmechaniker teil. Gleichzeitig trat er häufig vor Soldaten auf.

### Ab 1946
1946 wirkte er im Spielfilm To Hear Your Banjo Play mit und im folgenden Jahr war er bei der Produktion des Folk-Musicals Dark of the Moon dabei. In dem Jahr gab er auch erstmals das Peoples Song Bulletin heraus, den Vorläufer von Sing Out!
Nachdem er 1948 den progressiven Präsidentschaftskandidaten Henry A. Wallace im Wahlkampf unterstützt hatte, gründete Pete Seeger 1949 zusammen mit dem Sänger Lee Hays sowie Ronnie Gilbert und Fred Hellermann das Quartett The Weavers, genannt nach dem Theaterstück Die Weber von Gerhart Hauptmann. Gemeinsam mit Lee Hays schuf er 1949 das wirkmächtige Lied If I Had a Hammer, das als kommunistisch bezeichnet zunächst auf starke Ablehnung traf, 1962 von Peter, Paul und Mary und ein Jahr später von Trini Lopez gesungen aber großen Erfolg hatte. Der lyrische und zugleich politische Text handelt vom vehementen Einsatz für Gerechtigkeit, Freiheit und Liebe zwischen allen Menschen im gesamten Land, unabhängig von Ethnie und Geschlecht. 1950 hielten die Weavers mit Goodnight Irene wochenlang die Spitze der Charts, zu einem Zeitpunkt, als andere Songs und Auftritte schon negativ vom FBI registriert worden waren. Auf der B-Seite der Single befand sich Tzena, Tzena, Tzena, womit die Weavers die Nr. 2 der Charts erreichten. Auch der Guthrie-Song So Long It’s Been Good to Know You kam in die Hitparade. Im selben Jahr erschien zum ersten Mal das von Seeger mit herausgegebene Folk-Magazin Sing Out!, das Vorbildcharakter für zahlreiche andere Publikationen ähnlicher Art hatte. Etwa zu diesem Zeitpunkt begann der mehr als fünfzehnjährige Boykott der meisten US-Medien gegenüber Pete Seeger. Die Weavers mussten sich 1953 wegen der Zunahme der politischen Repression in den USA auflösen. 1955 und 1959 kamen sie für kurze Zeit wieder zusammen und spielten 1959 beispielsweise das Spiritual Kumbaya, das Seeger schon im Jahr davor allein gesungen hatte, später ein Lied der Bürgerrechtsbewegung und heute weltbekannt.
Während der McCarthy-Ära wurde auch Seeger vor das Komitee für unamerikanische Umtriebe geladen. Bereits seit 1952 lag dort eine Aussage vor, wonach er Mitglied der Kommunistischen Partei der USA sei. Er hatte nie einen Hehl daraus gemacht, dass er zu Studentenzeiten in deren Jugendorganisation eingetreten war. Allerdings habe er die Organisation vor 1950 verlassen, sei aber den kommunistischen Idealen treu geblieben. Vor dem Ausschuss verweigerte er 1955 die Aussage unter Berufung auf seine verfassungsmäßigen Rechte, was 1957 zur Folge hatte, dass er wegen staatsfeindlicher Tätigkeiten und Missachtung der Institution verurteilt wurde und seinen Aufenthalt jeweils den Behörden zu melden hatte, wenn er einen eng begrenzten Bezirk New Yorks verließ. 1961 verurteilte ihn ein Gericht zu einer zehnjährigen Haftstrafe. Das Urteil wurde angefochten und 1962 revidiert, sodass er nach einem Jahr entlassen wurde. In den Jahren, als er auf der sogenannten Schwarzen Liste stand, verdiente Seeger den Lebensunterhalt für seine Familie hauptsächlich durch Plattenaufnahmen und Folkmusikunterricht in Schulen und Ferienlagern.

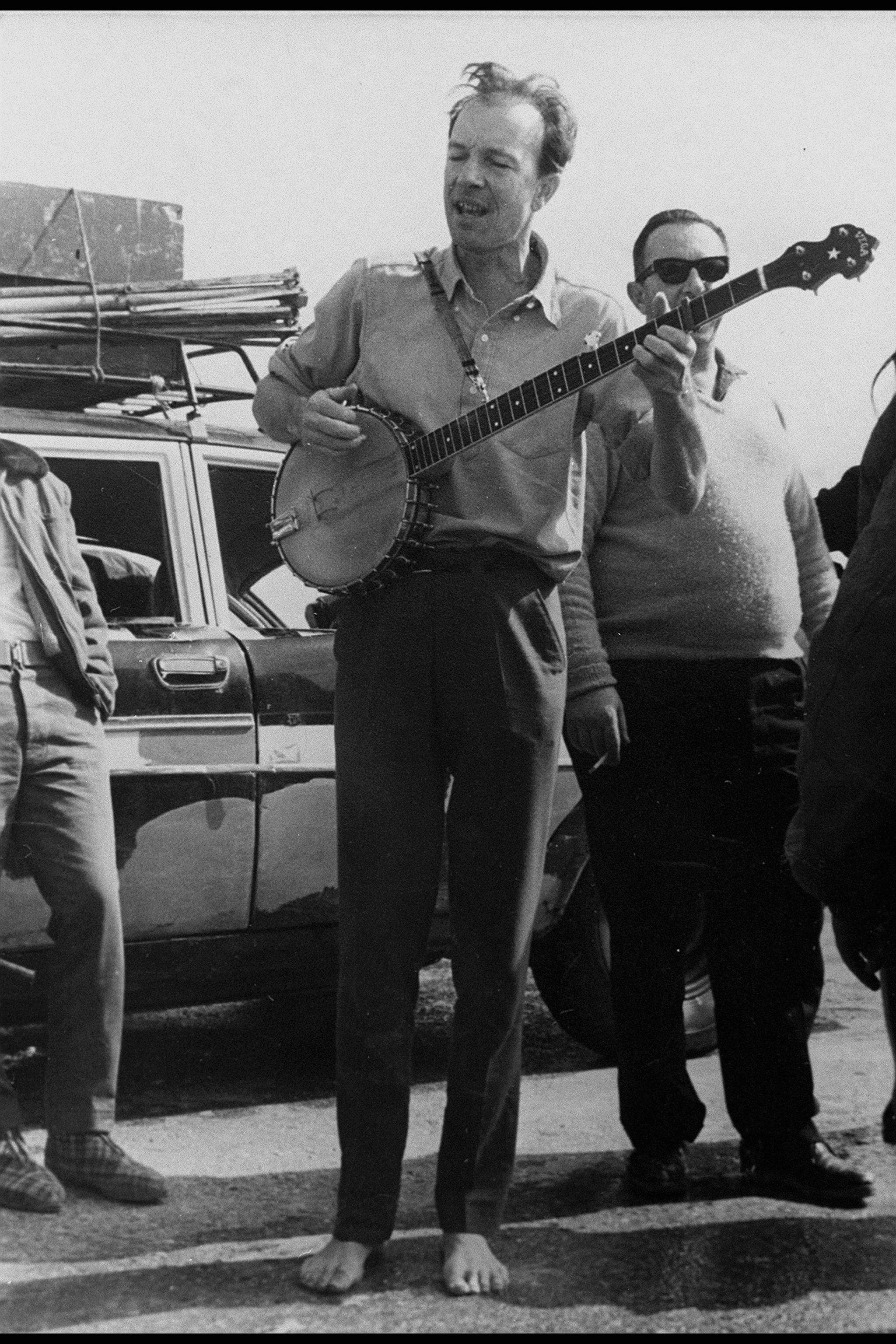
Pete Seeger in Israel 1964

1959 fand auf seine und Theodore Bikels Anregung hin das erste Newport Folk Festival in Newport in Rhode Island statt, wo Joan Baez debütierte. Von 1963 bis 1964 ging Seeger zusammen mit seiner Frau Toshi und den drei Kindern auf eine Welttournee. Er sang u. a. das Spiritual Michael Row the Boat Ashore aus dem Amerikanischen Bürgerkrieg, ein Lied, das er schon mit den Weavers aufgenommen hatte, und We Shall Overcome, zu dessen Urhebern er 1945 gehört hatte, weil er den Titel des traditionellen Gospels We Will Overcome Some Day umformuliert hatte. Zudem schrieb er weitere Strophen: We’ll walk hand in hand und The whole wide world around. Das Lied wurde – vor allem in der Version von Joan Baez, für die er Vorbild und Mentor war – zu einer der Hymnen der amerikanischen Bürgerrechtsbewegung und ist inzwischen weltweit eines der meistverbreiteten Freiheitslieder. Auch If I Had a Hammer, noch heute populär, ist eng mit der Bürgerrechtsbewegung verknüpft. Peter, Paul und Mary sangen das Lied 1963 während des Marsches auf Washington für Arbeit und Freiheit, als Martin Luther King am 28. August 1963 seine große Rede I Have a Dream hielt; Joan Baez trug We Shall Overcome bei.
Das heute sehr bekannte Lied Guantanamera geht auf ein Ende des 19. Jahrhunderts entstandenes Gedicht des kubanischen Freiheitskämpfers José Martí zurück. Seeger sang es seit Anfang der 1960er Jahre im Original mit englischen gesprochenen Textpassagen über Autor und Text, 1963 einmalig mit den Weavers und ab den 1990er Jahren auch gemeinsam mit seinem Enkel Tao Rodriguez-Seeger.
Eines der berühmtesten Friedenslieder Where Have All the Flowers Gone hatte Seeger 1955, angelehnt an ein russisches Volkslied, geschrieben und komponiert. Es wurde im Laufe der 1960er Jahre in der Kampagne gegen den Vietnamkrieg in der Fassung von Peter, Paul und Mary und wenig später insbesondere durch Joan Baez bekannt und gilt heute als internationales Antikriegslied. Während des Vietnamkriegs entstanden weitere Protestsongs: (If you like your Uncle Sam) Bring Them Home – später von Bruce Springsteen mit einer zusätzlichen Strophe gegen den Irakkrieg gesungen und Waist Deep in the Big Muddy, ein Antikriegslied, das Mitte 1967 aus einer Fernsehschau bei CBS herausgeschnitten wurde. Als diese Maßnahme an die Öffentlichkeit kam, konnte Seeger das Lied im Februar 1968 wieder im Fernsehen singen. Den alten christlichen Song aus dem 19. Jahrhundert How Can I Keep From Singing? lernte er von Doris Plenn, einer Familienfreundin, die um 1950 neue Verse dazu geschrieben hatte. Seeger griff diese auf und veränderte den ursprünglichen Text. In dieser Version wurde das Lied in den 1960er Jahren bekannt. Traditionals wie Down by the Riverside (Ain’t Gonna Study War No More) und We Shall Not Be Moved (mit je nach Anlass wechselndem Text) wurden auch durch Seeger populär.

### Ab 1960
In den 1960er Jahren, während der Renaissance der Folkmusik, war Seeger mit seinen Liedern für Frieden, Gleichberechtigung der Schwarzen und für die Emanzipation der Werktätigen in die Herzen eines jungen Publikums gedrungen. Beim mittlerweile populären Newport Folk Festival, wo der noch wenig bekannte Bob Dylan, dessen damaliges Vorbild Seeger war, 1963 und 1964 aufgetreten war, kam dieser 1965 mit einer elektrischen Gitarre auf die Bühne. Seeger, der weiterhin das traditionelle Banjo oder seine zwölfsaitige Akustikgitarre spielte, wollte ihm den Strom abdrehen. Das Publikum buhte Dylan aus, sodass dieser nach zwei Strophen seine Darbietung abbrach. Später erklärte Seeger, er sei vor allem wütend gewesen, weil durch die laute Beschallungsanlage die großen Worte der Dylan-Songs verloren gegangen seien. Für Dylans erstes Album hatte sich Seeger beim Produzenten John Hammond von Columbia Records eingesetzt, bei dem Seeger bereits unter Vertrag gestanden hatte.
Die Folksängerin Judy Collins bezog sich ebenfalls auf Seeger, trat in Newport auf und spielte 1963 mit Turn! Turn! Turn! einen Song, den Seeger 1950 geschrieben und 1962 veröffentlicht hatte. Die Byrds erreichten damit 1965 die Spitze der Charts.
1966 waren Pete und Toshi Seeger gemeinsam Mitbegründer der Umweltschutzorganisation Clearwater mit dem Ziel, die Verunreinigung des Hudson River und seiner Umgebung zu untersuchen und zu beseitigen. Bekannt wurde die Gruppe durch das Segelschiff Clearwater, auf dem seit 1969 regelmäßig in Kooperation mit Schulen und Hochschulen Umweltschutz-Programme für Schüler- und Studentengruppen stattfinden. Sein Lied That Lonesome Valley entstand ebenfalls 1969. Weitere Folksongs behandelten die Umweltprobleme von Fluss und Flusstal. Aus den verschiedenen Aktivitäten entwickelte sich das jährliche Clearwater-Festival (The Great Hudson River Revival), zunächst von Pete und Toshi Seeger mitorganisiert, auf dem Bands unterschiedlicher Musikrichtungen auftreten, um die Clearwaterprojekte zu finanzieren.
Der jüngere Don McLean hatte sich schon früh für die Songs der Weavers interessiert. Ende der 1960er Jahre lernte er Pete Seeger, der sein Freund und Förderer wurde, persönlich kennen und arbeitete mit ihm im Clearwater-Projekt zusammen. Seeger und McLean sangen 1974 auf dem Clearwater-Album das viele Mal gecoverte berühmte Volkslied Oh Shenandoah zusammen. Seeger veröffentlichte 2002 eine neue Fassung auf dem Album American Favorite Ballads. 1973 erschien die Schallplatte Rainbow Race, deren Titelsong My Rainbow Race vor allem in Norwegen sehr populär wurde. Im Frühjahr 1970 sang Seeger gemeinsam mit Johnny Cash in dessen Fernsehshow auf ABC u. a. den Worried Man Blues und allein – mit einem Text gegen den Vietnamkrieg – Bring ’em Home.
1972 kam Pete Seegers Buch The Incompleat Folksinger heraus, das ein Standardwerk über die amerikanische Folkmusik wurde. Weitere Publikationen waren American Favorite Ballads (1960), The Bells of Rhymney (1964), How to Play the Five-String Banjo (1965) und Henscratches and Flyspecks (1973). Er führte das sogenannte „Seeger-Banjo“ ein mit einem drei Bünde längeren Hals. 1993 veröffentlichte er die Schrift Where Have All The Flowers gone, die 2012 unter dem Titel Sag’ mir wo die Blumen sind auf Deutsch herauskam.

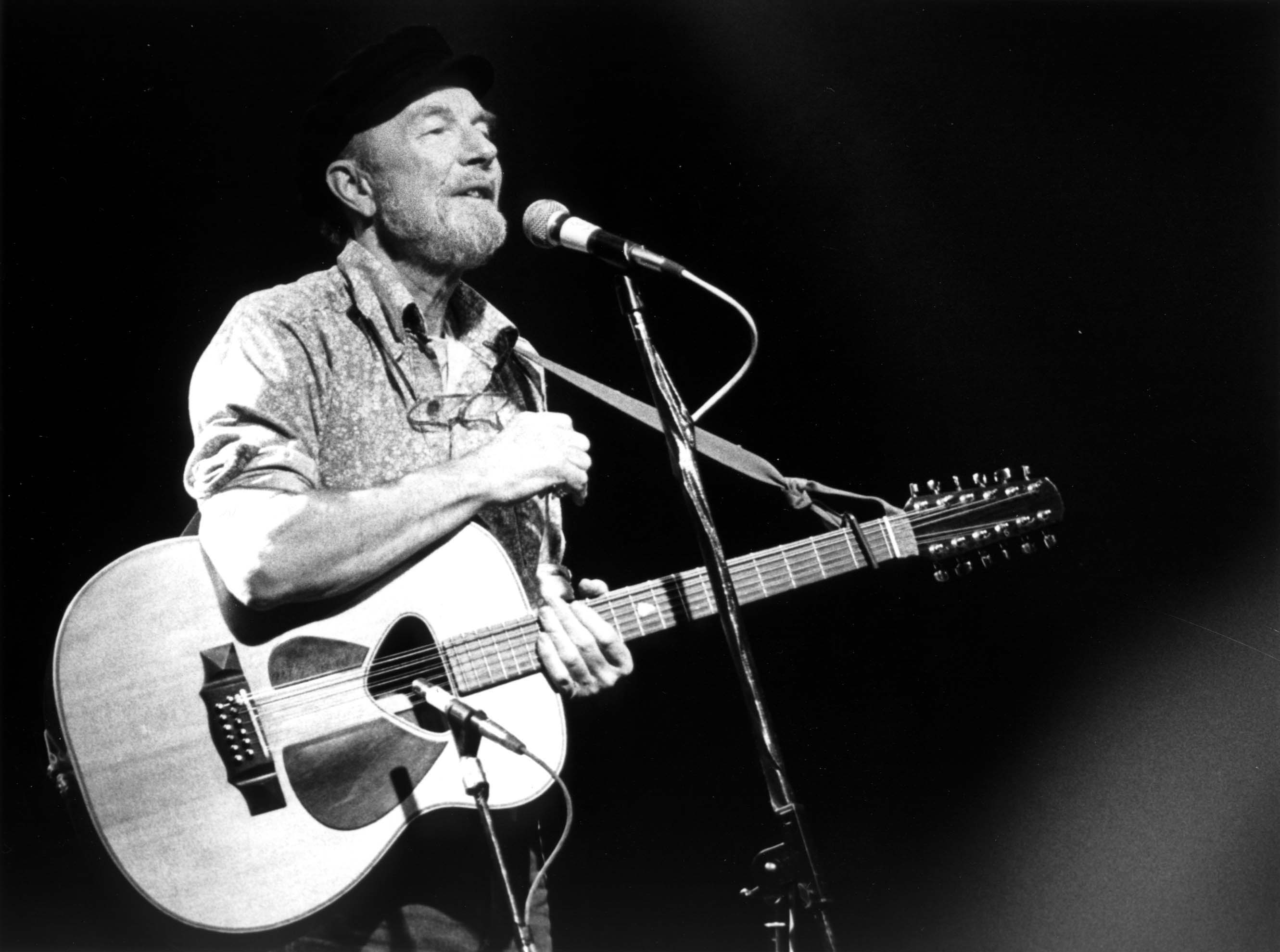
Pete Seeger bei einem Konzert 1986

In den 1980er und 90er Jahren wurde es stiller um Seeger. Mit Arlo Guthrie ging er mehrmals auf Tournee, spielte weiterhin für politische, soziale und wohltätige Zwecke, engagierte sich im Umweltschutz und sang gemeinsam mit Kindergruppen. International beteiligte sich Pete Seeger im Februar 1986 am Festival des politischen Liedes in Ost-Berlin. Dort trug er u. a. May There Always Be Sunshine vor, seine Adaption eines sowjetischen Liedes, die er 1965 erstmals in einer Liveversion veröffentlichte und 1975 im Duett mit Arlo Guthrie auf einer gemeinsamen Platte herausbrachte. Anschließend trat er in Essen mit einem anderen Programm auf.

### Ab 1990
1991 gründete Seeger die NYC Street Singers, eine multikulturelle und multiethnische Gesangsgruppe aus New York City. Seine Absicht war es, eine große Sängergruppe zu formieren, die in den Straßen bei Paraden, Straßenfesten oder Demonstrationen sang. Probenräume für den großen Chor stellte die New Yorker unitarische Kirche zur Verfügung. Zum Dank gaben die Street Singers zwei Benefizkonzerte, aus deren Einnahmen behindertengerechte Umbauten der Kirche finanziert wurden.
Bruce Springsteen hatte 1997 für die Seeger-Tribute-CD Where Have All The Flowers Gone eingesungen. Zu diesem 1998 erschienenen Doppelalbum trugen auch andere bekannte Musiker Seeger-Lieder bei wie Jackson Browne und Richie Havens. Am 25. April 2006 brachte Springsteen als Hommage ein Album mit dem Titel We Shall Overcome: The Seeger Sessions auf den Markt. Dafür hatte Springsteen 15 Songs, die Seeger bekannt gemacht hatte, aufgenommen.
An den Manifestationen gegen den Irakkrieg Anfang 2003 beteiligte sich Seeger wieder mit seinen berühmten Songs. Zum Teil schrieb er neue Zeilen mit aktuellem Bezug.
Der Dokumentarfilm Pete Seeger: The Power of a Song kam 2007 heraus und zeichnet seine Lebensgeschichte nach. Neben musikalischen Dokumenten aus allen Phasen seines Wirkens werden Statements Seegers, seiner Angehörigen und Wegbegleiter gezeigt. In einem der Film-Interviews charakterisiert der Folkmusiker Tom Paxton Pete Seeger folgendermaßen:
„He stood for justice. He had powerful enemys, who wanted that voice of justice to go away, but he stayed and kept singing.“ Frei übersetzt: „Er stand für Gerechtigkeit. Und hatte mächtige Feinde, die darauf aus waren, dass diese Stimme der Gerechtigkeit verschwindet. Aber er hielt stand und sang weiter.“
Im September 2008 veröffentlichte das Independent-Label Appleseed Recordings das neu aufgenommene Album At 89, 2010 folgte ein Album mit Kinderliedern Tomorrow’s Children gemeinsam mit den Rivertown Kids. Neben einigen Auftritten in den USA und Kanada während des Sommers 2008 spielte Seeger am 29. September 2008 live in der Late Show with David Letterman, wobei er das Publikum dazu ermunterte, den Refrain eines politischen Liedes mitzusingen.

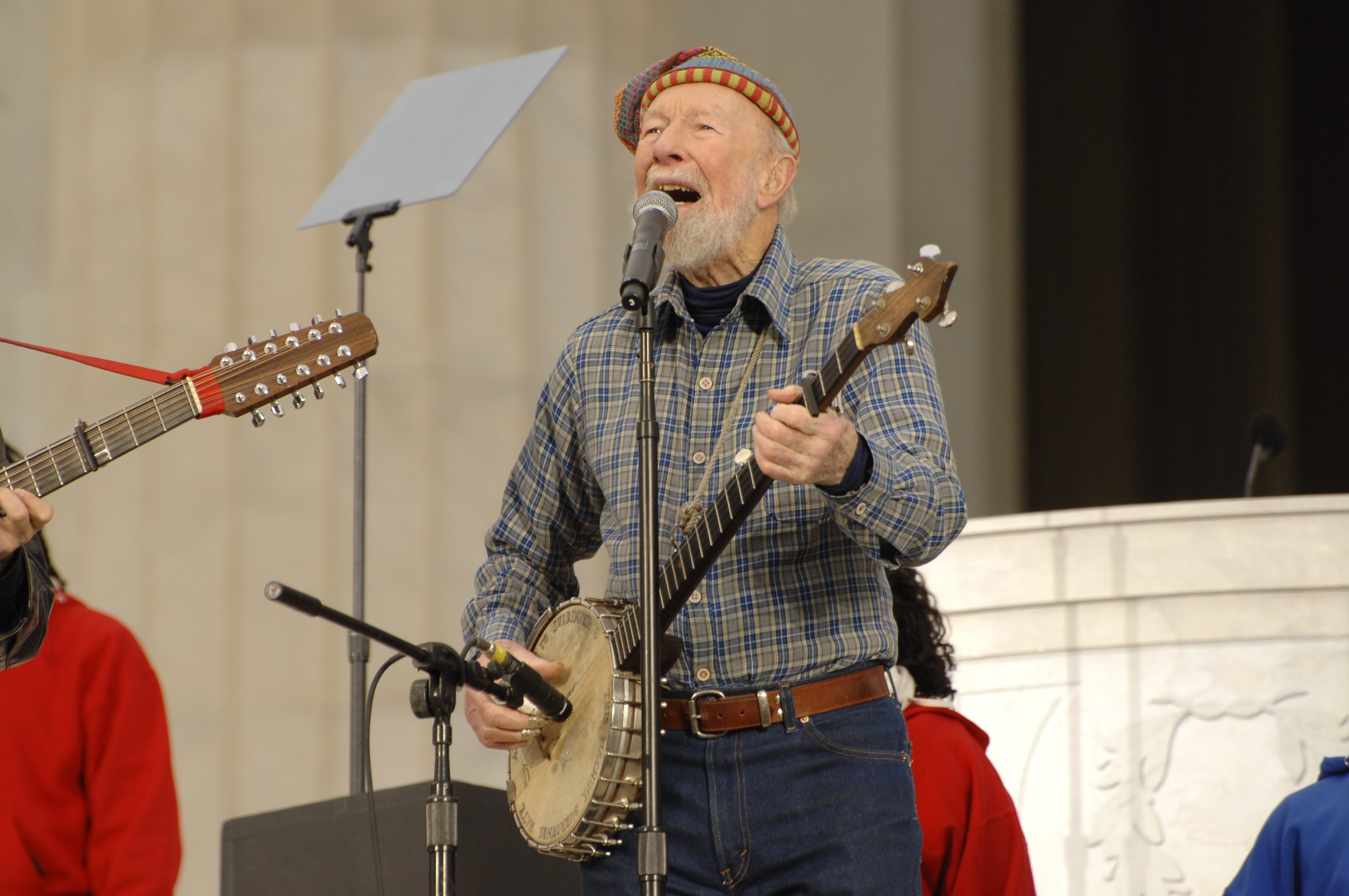
Pete Seeger während der Feier zu Barack Obamas Einführung ins Amt des US-Präsidenten am 18. Januar 2009 in Washington, D.C.

Am 18. Januar 2009 gehörte Seeger zu den Musikern, die beim We-Are-One-Open-Air-Konzert zur Amtseinführung des 44. Präsidenten der USA, Barack Obama, in Washington vor dem Lincoln Memorial spielten. Bruce Springsteen, Seeger und Tao Rodriguez-Seeger traten gemeinsam auf und trugen von Woody Guthries „links-patriotischem“ Lied This Land Is Your Land alle Strophen vor, auch die häufig ausgelassenen. Wie so oft zuvor bat Seeger die Menge mitzusingen und sagte den Text an.
Zu seinem 90. Geburtstag kamen einige seiner bekannten Weggenossen mit ihm zusammen, darunter Bruce Springsteen, Joan Baez, Richie Havens, Kris Kristofferson, Emmylou Harris sowie Eddie Vedder, und traten gemeinsam zugunsten der Umweltschutzorganisation Clearwater auf.

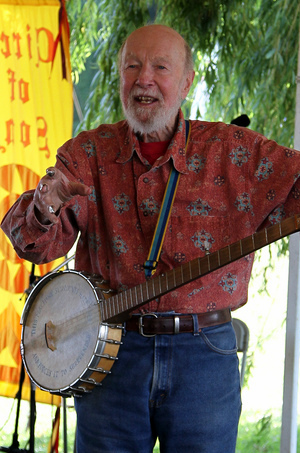
Pete Seeger im Alter von 92 Jahren bei einem Auftritt in New York, mit dem für die meisten seiner Lieder typischen Begleitinstrument, einem fünfsaitigen Banjo, Juni 2011

Trotz seines hohen Alters beteiligte sich Seeger am 21. Oktober 2011 an einer Solidaritätsdemonstration für Occupy Wall Street und sprach sich dabei für dezentrale Strukturen der Bewegung aus. Er trat gemeinsam mit anderen bekannten Musikern auf; u. a. kam der Erlös dem Clearwater-Projekt zugute. Kurz nach dem Tod seiner Frau Toshi sang Pete Seeger auf dem Farm Aid Festival in Saratoga Springs im Bundesstaat New York am 21. September 2013 If I Had a Hammer und – begleitet von berühmten Freunden – This Land is your Land, wobei er eine Strophe gegen das Fracking in New York hinzufügte. Noch im November 2013 hatte er einen Brief an den russischen Präsidenten Putin gerichtet, worin er die Freilassung der inhaftierten Greenpeace-Aktivisten von der Arctic Sunrise forderte.

### Tod und Rückblick
Pete Seeger starb am 27. Januar 2014 im Alter von 94 Jahren in einem New Yorker Krankenhaus. Zahlreiche Nachrufe zollten seiner Lebensleistung Achtung, obwohl er zu Lebzeiten – stark polarisierend – häufig auf Zustimmung oder Ablehnung gestoßen war. Präsident Obama würdigte seinen Einsatz für die Rechte der Arbeiter, die Bürgerrechte, den Weltfrieden und den Umweltschutz. Im Eröffnungskonzert seiner Südafrika-Tournee in Kapstadt am 28. Januar 2014 gedachte Bruce Springsteen seines Freundes und Helden Pete Seeger mit dem Song We Shall Overcome. Auch John Mellencamp und Neil Young drückten wie viele andere Künstler ihren Respekt aus.
Über mehrere Jahrzehnte brachte Pete Seeger mehr als einhundert Alben heraus und trat bis kurz vor seinem Tod öffentlich auf; zuletzt wie seit 40 Jahren jedes Jahr zum Thanksgiving Day mit Arlo Guthrie im November 2013 in der Carnegie Hall in Manhattan. Seinen Liedern fügte er oft je nach politischem Anlass passende Strophen hinzu. Der Chefredakteur der deutschsprachigen Musikzeitschrift Folker, Michael Kleff, spielte in seinem Nachruf den O-Ton aus einem Interview mit Seeger ein, wo er seinen Grundsatz beschrieb: Global denken, lokal handeln, eine heute verbreitete Devise, die in seiner Anfangszeit noch nicht formuliert war. In einem anderen Gespräch mit Kleff wenige Jahre vor seinem Tod hatte er betont, die Welt könne nicht überleben, solange das Privateigentum der „Gott aller Götter“ sei. Seeger orientierte sich nicht vorrangig am kommerziellen Erfolg, vielmehr war er davon überzeugt, sich mit seinen Liedern und Aktionen gemeinsam mit anderen wirksam gegen Krieg und soziales Unrecht, für Gleichberechtigung und Umweltschutz einsetzen zu können und für eine bessere Welt zu kämpfen. Im Nachruf der New York Times, an dem sich zahlreiche Gedenkartikel orientierten, zitiert Jon Pareles einen Ausspruch von Pete Seeger aus dem Jahr 1994, in dem sein Optimismus deutlich wird:
„The key to the future of the world is finding the optimistic stories and letting them be known.“
(„Der Schlüssel zur Zukunft der Welt ist es, die optimistischen Geschichten zu finden und sie weiterzuerzählen.“)
Bekannte Lieder Pete Seegers sind:
- We Shall Overcome, Ursprung: Traditional, 1945 (Miturheber)
- Where Have All the Flowers Gone, 1955
- Oh, I Had a Golden Thread, 1958
- Turn! Turn! Turn! („To Everything There Is a Season“), 1950, als Schallplatte 1962, populär als Coverversion der Byrds 1965
- Bring Them Home, 1966
- Waist Deep In The Big Muddy, 1967
- Last train to Nuremberg, 1971, inspirierte Hans-Jürgen Breuste zu Installationen am Nürnberger Reichsparteitagsgelände[45]
- My Rainbow Race, 1973 (Kinderlied)

Zusammen mit den Weavers sang, komponierte bzw. arrangierte er:
- If I Had a Hammer, 1949
- Goodnight, Irene, (Lead Belly), 1950[46]
- Kisses Sweeter Than Wine, 1950
- I Got a Home in Dat Rock (Traditionelles Spiritual bearbeitet)
- Tzena, Tzena, Tzena, ursprünglich hebräisch, arrangiert von Gordon Jenkins für The Weavers, englisch und hebräisch, 1950[47]
- So Long It’s Been Good to Know You, 1950 (von Woody Guthrie, seit 1940 mit Gitarre)
- Sixteen Tons, (Merle Travis), live in den frühen 1950er Jahren mit Seeger als Leadsänger sowie beim Wiederauftritt 1955, auf dem die Schallplatte The Weavers at Carnegie Hall beruht.
- Wimoweh (1952, Adaption eines Titels des südafrikanischen Musikers Solomon Linda, 1939)

In der Dylan-Filmbiografie Like A Complete Unknown aus dem Jahr 2024 wird Seeger von Edward Norton dargestellt.

## Familie
Pete Seeger war mit der Filmemacherin und Umweltschützerin Toshi Seeger, geborene Ohta (1922–2013), verheiratet. Das Ehepaar hatte drei Kinder und war fast 70 Jahre verheiratet. Die zweite Frau seines Vaters war die Komponistin Ruth Crawford Seeger (1901–1953). Er ist der Halbbruder der Folksängerin und Liedermacherin Peggy Seeger (* 1935) und Neffe des Lyrikers Alan Seeger (1888–1916). Zudem war er ein Schwager des schottischen Folksängers Ewan MacColl, der in dritter Ehe mit Seegers Halbschwester Peggy verheiratet war.

## Auszeichnungen
- 1972 wurde er in die Songwriters Hall of Fame aufgenommen.
- 1993 erhielt er für sein Lebenswerk den Grammy Lifetime Achievement Award.
- 1994 überreichte ihm President Bill Clinton die National Medal of Arts.
- 1994 wurde er mit dem Kennedy-Preis für das Lebenswerk darstellender Künstler im Weißen Haus geehrt.
- 1996 bekam er die Harvard Arts Medal, eine jährlich verliehene Auszeichnung der Harvard-Universität für bedeutende Beiträge zu Kunst und Kultur, die ihm trotz seines Studienabbruchs zuteilwurde.[49]
- 1996 erfolgte die Aufnahme in die Rock and Roll Hall of Fame; Arlo Guthrie hielt dazu die Laudatio, Seeger sang zusammen mit Stevie Wonder, David Byrne und Mitgliedern von Jefferson Airplane den frühen Hit Goodnight Irene.[22]
- 1997 wurde er mit einem Grammy ausgezeichnet.
- 1998 erhielt Seeger für sein politisches Engagement den War Resisters League Peace Award („Friedenspreis des Verbandes der Kriegsgegner“) in New York.
- 1999 bekam er den Orden Félix Varela, den höchsten Kulturorden Kubas.[22]
- 2009 zeichnete ihn die Menschenrechtsorganisation Freemuse mit Sitz in Kopenhagen für seinen jahrzehntelangen Einsatz für die musikalische Meinungsfreiheit mit dem Freemuse Award aus, den sein Enkel Tao Rodriguez-Seeger entgegennahm.[50]
- 2009 bekam er einen Grammy für das „beste traditionelle Folkalbum“ und
- 2011 einen weiteren Grammy für das „beste Musikalbum für Kinder“.[29]

## Filmdokumentation
- Jim Brown: Pete Seeger: The Power of a Song – Dokumentation 2007, ausgestrahlt auf PBS in der Reihe American Masters am 26. August 2011 (Video, englisch, 83 Min., online auf youtube.com); Koproduzent war sein Enkel, der Filmemacher Kitama Jackson.

## Bühnenbearbeitung
- We Shall Overcome – Pete Seeger; biografisch-musikalische Inszenierung von Heiner Kondschak (Regie, musikalische Leitung und Darsteller des älteren Pete Seeger) in Kooperation mit dem Ensemble des Theater Lindenhof u. a., Deutschland 2016 (Premiere 15. September 2016)[51][52]